# Lisa Ek
Lisa Ek, född 15 september 1982, är en svensk före detta fotbollsspelare (mittfältare), ishockeyspelare och bandyspelare. Spelade sedan sommaren 2012 fotboll i FC Rosengård efter 7,5 år i Kopparbergs/Göteborgs FC. Efter nästan 1,5 år med rehab och skador, valde Ek att flytta tillbaka till sin gamla klubb, Kopparbergs/Göteborgs FC.